# Apodemus argenteus
Apodemus argenteus é uma espécie de roedor da família Muridae.
Apenas pode ser encontrada no Japão.